# Pachytroctes
Pachytroctes är ett släkte av insekter. Pachytroctes ingår i familjen Pachytroctidae.
Kladogram enligt Catalogue of Life:
| Pachytroctes | \| \| Pachytroctes aegyptius \| \| \| \| \| \| Pachytroctes neoleonensis \| \| \| \| |
|              | \| \| Pachytroctes aegyptius \| \| \| \| \| \| Pachytroctes neoleonensis \| \| \| \| |
|              | Nanopsocus                                                                           |
|              |                                                                                      |
|              | Tapinella                                                                            |
|              |                                                                                      |
|              | Pachytroctes aegyptius                                                               |
|              |                                                                                      |
|              | Pachytroctes neoleonensis                                                            |
|              |                                                                                      |

|  | Pachytroctes aegyptius    |
|  |                           |
|  | Pachytroctes neoleonensis |
|  |                           |